# Bladkräfta
Bladkräfta är en larv, som tidigare antogs vara en egen art med det latinska namnet phylosoma. Man kunde senare konstatera att det i stället var just ett larvstadium hos hummer och languster.

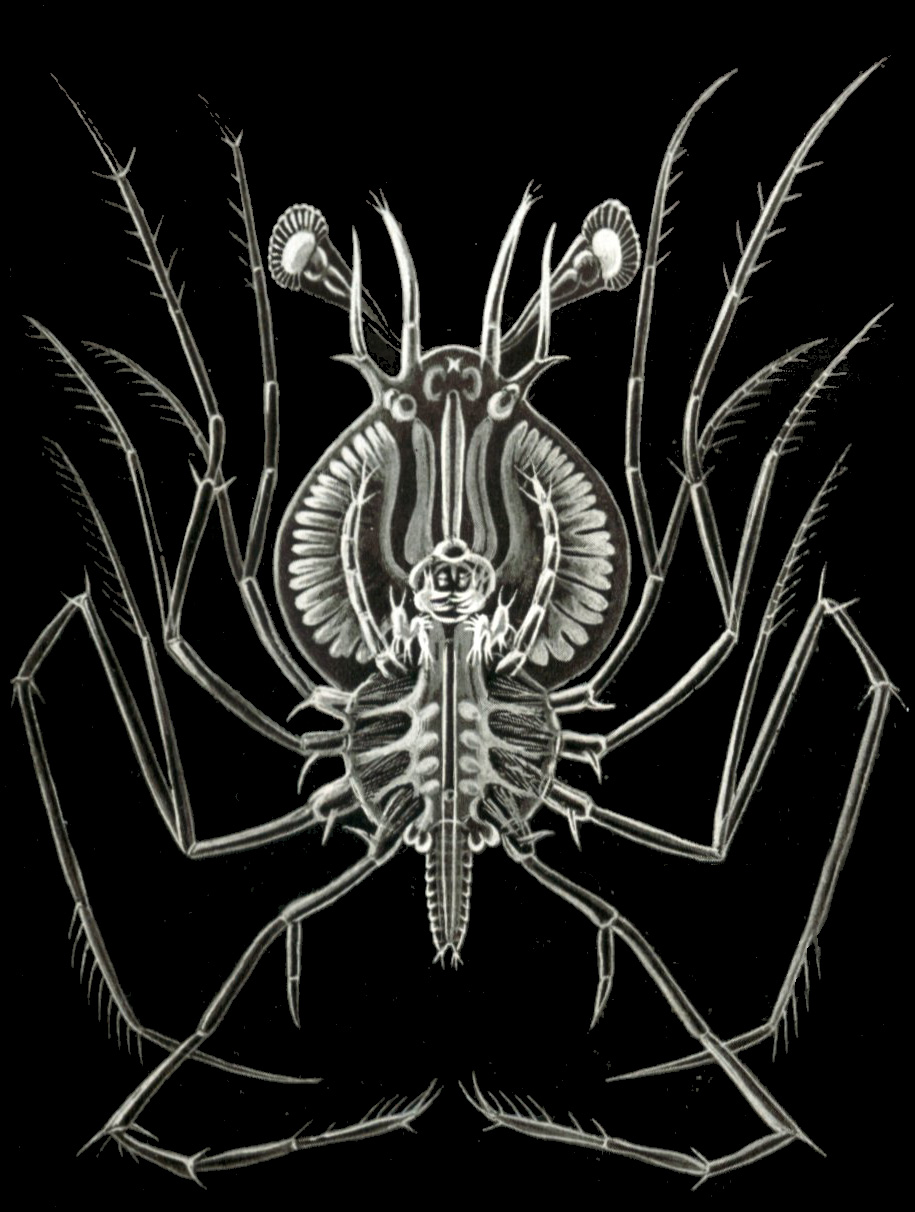
Larven hos europeisk langust